# Dasychira diplogramma
Dasychira diplogramma är en fjärilsart som beskrevs av Erich Martin Hering 1927. Dasychira diplogramma ingår i släktet Dasychira och familjen tofsspinnare. Inga underarter finns listade i Catalogue of Life.